# Bragarezza
Bragarezza (Bragaréža in ladino zoldano) è una frazione del comune italiano di Val di Zoldo, in provincia di Belluno.

## Geografia fisica
Il villaggio si trova in una valle collaterale dello Zoldano (quella che termina sul passo Cibiana) e poco prima dell'imboccatura della val de Rutorto che conduce a Zoppè di Cadore.
Si stende su un pianoro alle pendici sudorientali del monte Punta (1952 m), appendice meridionale del Pelmo. Qualche decina di metri più in basso, a est, scorre il torrente Mareson.

## Monumenti e luoghi d'interesse

### Chiesa di San Rocco
Fu eretta a partire dal 1633 per invocare l'intercessione del santo taumaturgo per eccellenza, san Rocco, contro una terribile pestilenza che in quel periodo infuriava nella valle. L'opera fu voluta e finanziata non solo dalla comunità di Bragarezza, ma anche da quelle di Fornesighe, Casal, Cella, Calchera, Pra, Sommariva, Campo, Sottorogno e Colcerver. A causa delle difficoltà nel reperire denaro e manodopera, la costruzione fu assai lenta.
All'interno è conservata una pala con la Madonna e santi di ignoto (1666).

### Casa-tabià Lazzarin
Risalente al Seicento, presenta la struttura "chiusa" caratteristica delle più antiche architetture rurali zoldane: abitazione e ambienti rustici (stalla, fienile ecc.) non si trovano in edifici separati ma formano un volume unico.